# Overmeer
Overmeer is een buurtschap in de gemeente Wijdemeren, in de Nederlandse provincie Noord-Holland. Het ligt ten westen van de Horstermeerpolder ten zuiden van Nederhorst den Berg. De naam is ontleend aan het meer - een natuurlijk ontstaan 'kweloog' dat water, afkomstig van de Gooise heuvelrug, afvoerde via de rivier de Vecht - dat tegenwoordig is ingepolderd en bekendstaat als de Horstermeerpolder. De oudste vermelding van het meer stamt uit de 9e/10e eeuw. De op de grens van het meer en de rivier de Vecht ontstane nederzetting dateert uit de Vroege Middeleeuwen. De oudst bekende vondsten stammen echter al uit de Romeinse tijd (2e eeuw).

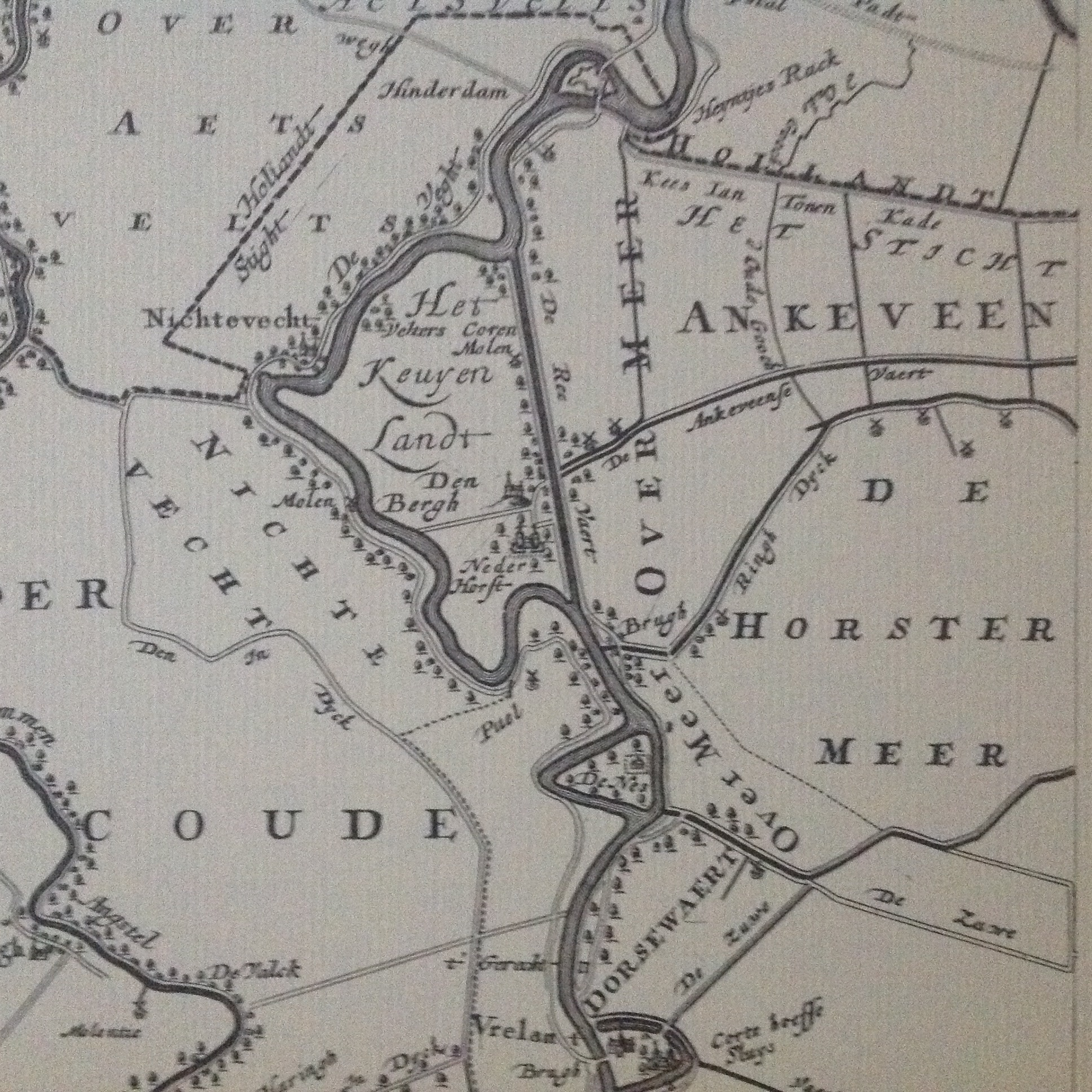
kaartfragment uit 1696

Overmeer is ook de naam van de voormalige heerlijkheid waaruit de latere gemeente Nederhorst den Berg is ontstaan. Deze heerlijkheid maakte sinds de middeleeuwen deel uit van het gebied van de proosdij van Sint Marie te Utrecht, dat zich ook uitstrekte over Kortenhoef en Sticht Ankeveen, inclusief het Horstermeer. In 1619 verkocht de proosdij het gebied Horstwaard aan de bezitter van het kasteel Nederhorst, waarvan het terrein een eigen rechtsgebiedje vormde. De bezitter van het kasteel, Godard van Reede mocht van de Staten van Utrecht de twee gebieden samenvoegen en wist zijn nieuwe heerlijkheid nog verder te vergroten door een verlegging van de grens met Ankeveen: in plaats van de Horstwetering werd de Oude Gooch de grens. Sindsdien was er sprake van de heerlijkheid Overmeer met Nederhorst, Horstwaard en Riethoven. Na de afschaffing van de heerlijke rechten gingt het gebied Nederhorst den Berg heten.
Dorpen: Ankeveen · 's-Graveland · Kortenhoef · Nieuw-Loosdrecht · Nederhorst den Berg · Oud-Loosdrecht

Buurtschappen: Boomhoek · Breukeleveen · Hinderdam · Horstermeer · Muyeveld · Overmeer

Noord-Holland: Steden en dorpen in Noord-Holland      Nederland: Provincies · Gemeenten